# واين دويل
واين دويل (بالإنجليزية: Wayne Dowell)‏ هو لاعب كرة قدم بريطاني في مركز الدفاع، ولد في 28 ديسمبر 1973 في Easington, County Durham ‏ في المملكة المتحدة. لعب مع نادي أكرينغتون ستانلي ونادي بارو ونادي بيرنلي ونادي دونكاستر روفرز ونادي روتشديل ونادي كارلايل يونايتد ونورثويتش فيكتوريا.

## وصلات خارجية
- واين دويل على موقع Soccerbase.com (لاعب) (الإنجليزية)